# Порталбера
Порта̀лбера (на италиански: Portalbera; на ломбардски: Purtalbra, Пурталбъра) е село и община в Северна Италия, провинция Павия, регион Ломбардия. Разположено е на 64 m надморска височина. Населението на общината е 1482 души (към 2017 г.).